# Ютросин
Ютросин (пол. Jutrosin)  —  город  в Польше, входит в Великопольское воеводство,  Равичский повят.  Имеет статус городско-сельской гмины. Занимает площадь 1,62 км². Население 1836 человек (на 2004 год).